# Roger Brown (cestista 1950)
Walter Roger Brown (Chicago, 23 febbraio 1950 – Chicago, 18 ottobre 2023) è stato un cestista statunitense, professionista nella NBA e nella ABA.

## Carriera
Venne selezionato dai Los Angeles Lakers al quarto giro del Draft NBA 1971 (64ª scelta assoluta).

## Palmarès

### Giocatore
- ABA All-Star Game: 1

1976
- Trentanovesimo per numero di stoppate di sempre ABA
- Campione WBA (1979)
- All-WBA Third Team (1979)